# Мекленбърг (окръг, Северна Каролина)
Окръг Мекленбърг (на английски: Mecklenburg County) е окръг в щата Северна Каролина, Съединени американски щати. Площта му е 1414 km², а населението – 1 054 825 души (2016). Административен център е град Шарлът.